# AGATA (организация)
AGATA — некоммерческая организация по охране авторского и смежных прав, созданная в 1999 году в Литве. Является членом Международной федерации производителей фонограмм. С 2018 года AGATA еженедельно публикует свой чарт из ста самых популярных песен и альбомов в стране. Данные чарта основаны на продажах и стриминге таких сайтов как Spotify, Deezer, Apple Music, iTunes, Google Play и Shazam.